# Tak Chun Ka I
Associação Desportiva Tak Chun Ka I (chinesisch 加義), auch bekannt als Windsor Arch Ka I, ist ein 1985 gegründeter macauischer Fußballverein. Aktuell spielt der Verein in der ersten Liga, der Liga de Elite.

## Geschichte
Der Verein wurde 1985 als Associacão Desportiva Ka I in Taipa gegründet. Seit seinem Debüt 2009 in der ersten Liga ist er einer der erfolgreichsten Vereine. 2016 wurde der Verein in Associação Desportiva Tak Chun Ka I umbenannt. 2010, 2011 und 2012 wurde der Verein macauischer Meister. 2009, 2010, 2015 und 2016 wurde man Pokalsieger.

## Stadion
Der Verein trägt seine Heimspiele im 3000 Personen fassenden Lin Fong Sports Centre aus.

## Erfolge
- Macauischer Meister: 2010, 2011, 2012
- Macauischer Vizemeister: 2009, 2015, 2016
- Macauischer Pokalsieger: 2009, 2010, 2015, 2016
- Macauischer Pokalfinalist: 2013